# Новопричепилівка
Новопричепилівка — село в Україні, у Синельниківському районі Дніпропетровської області. Входить до складу Миколаївської сільської громади. Населення становить 34 особи. До 2017 року орган місцевого самоврядування — Петрівська сільська рада.

## Історія
12 червня 2020 року, відповідно до розпорядження Кабінету Міністрів України № 709-р від «Про визначення адміністративних центрів та затвердження територій територіальних громад Дніпропетровської області», увійшло до складу Миколаївської сільської громади.
19 липня 2020 року, в результаті адміністративно-територіальної реформи та ліквідації  Петропавлівського району, село увійшло до складу новоутвореного Синельниківського району.

## Географія
Село Новопричепилівка знаходиться на правому березі річки Самара, вище за течією на відстані 0,5 км розташоване село Маломиколаївка, нижче за течією на відстані 3 км розташоване село Петрівка.

## Населення

### Мова
Розподіл населення за рідною мовою за даними перепису 2001 року:
| Мова       | Кількість | Відсоток |
| ---------- | --------- | -------- |
| українська | 30        | 88.24%   |
| російська  | 4         | 11.76%   |
| Усього     | 34        | 100%     |